# Ongole

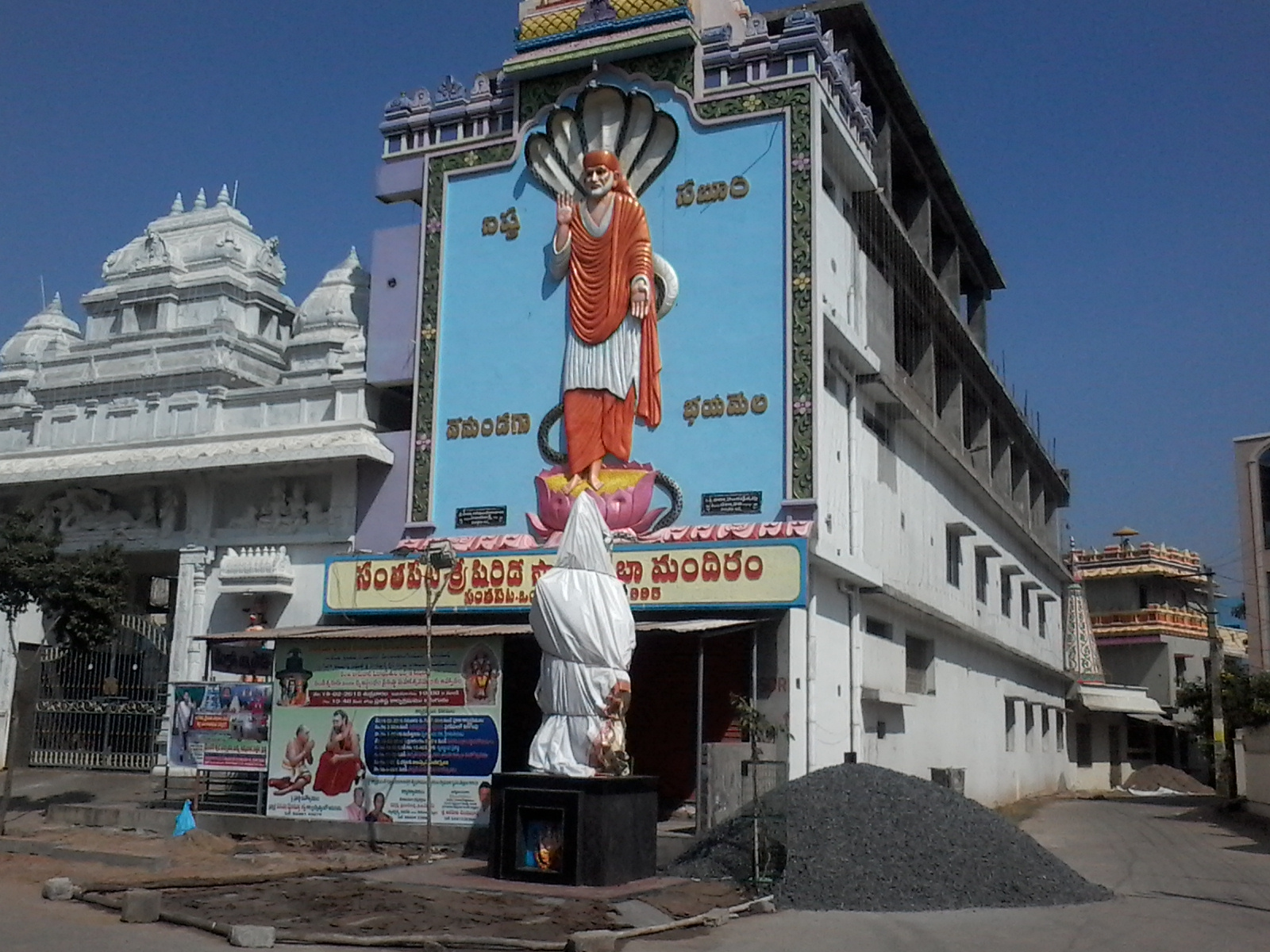
Temple Saibaba

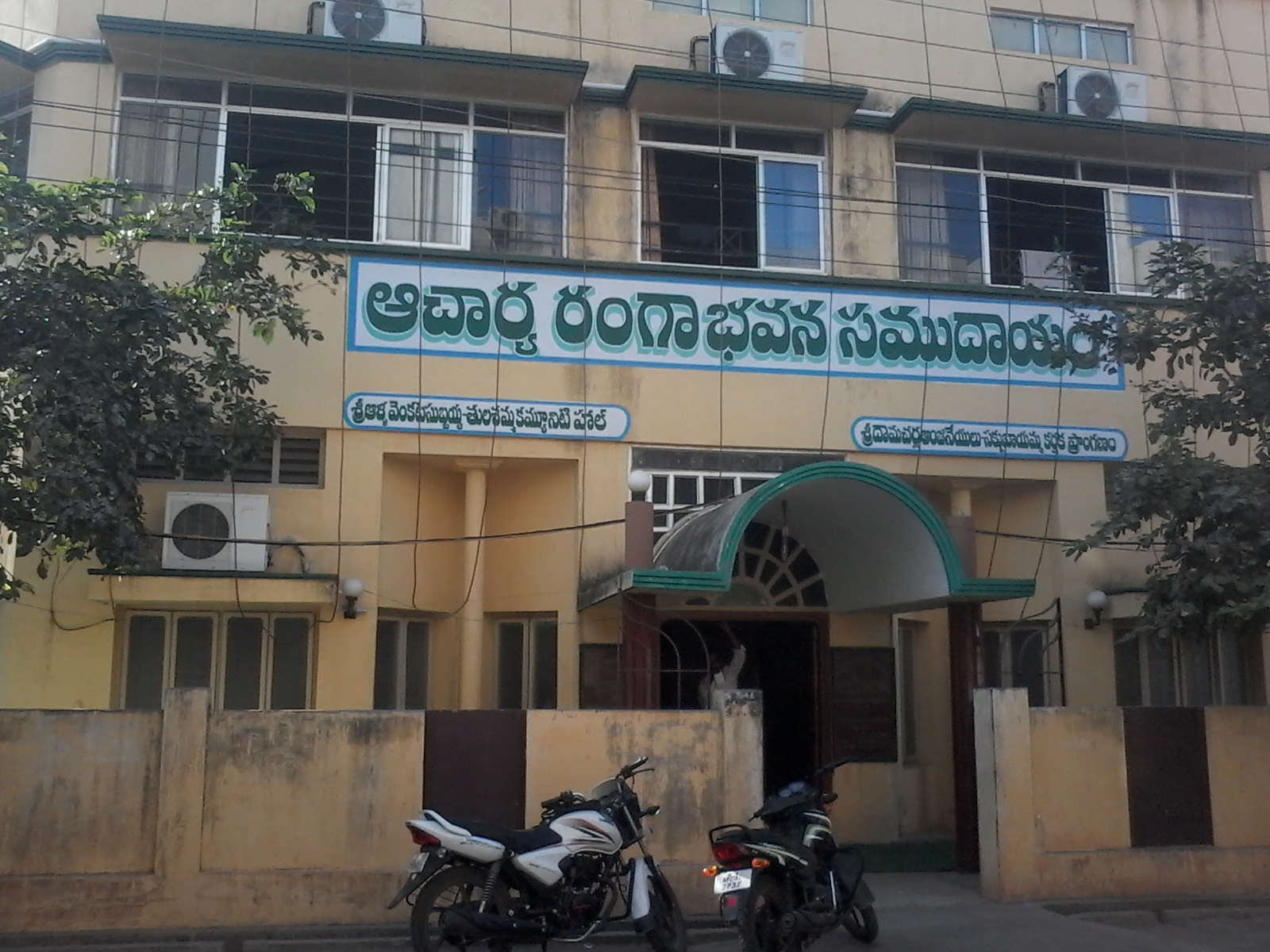
Community Hall

Ongole (Telugu: ఒంగోలు) és una ciutat i municipi d'Andhra Pradesh, Índia, capital del districte de Prakasam. Està situada a 15° 30′ N, 80° 03′ E / 15.5°N,80.05°E. Al cens del 2001 consta amb 149.589 habitants; el 1881 eren 9.200 i el 1901 eren 12.184 habitants. La seva activitat econòmica està basada en part important en el tabac.

## Història
S'han trobat inscripcions dels satavahanes a un poble proper, Chinna Ganjam. Després va estar sota domini dels kakatiyes. La municipalitat es va establir el 1876.